# Abies milleri
Espèce
Abies milleri est une espèce fossile de conifères de la famille des Pinaceae. Les fossiles datent du début de Êocène (étage de l' Yprésien, aux alentours de -49,5 m.a.) et ont été trouvés dans l'État de Washington, aux États-Unis.